# المصعد (حبيش)

تعديل مصدري - تعديل

المصعد محلة تابعة لقرية الزواني، التابعة لعزلة قحزة بمديرية حبيش إحدى مديريات محافظة إب في الجمهورية اليمنية، بلغ تعداد سكانها 154 حسب تعداد اليمن لعام 2004.